# 韋塞萊 (巴圖林市鎮)
51°19′32″N 32°45′53″E / 51.32556°N 32.76472°E
韋塞萊（烏克蘭語：Веселе）是位於烏克蘭北部的村莊，由切爾尼戈夫州尼任區的巴圖林市鎮負責管轄。該村始建於1917年，面積1平方公里，海拔高度138米，2006年人口116，人口密度每平方公里166人。